# 대전학생교육문화원
대전학생교육문화원(大田學生敎育文化院)은 지방교육자치에 관한 법률 제32조에 따라 공공도서관으로서의 기능을 효율적으로 수행하고, 학생들의 다양한 교육문화체험 및 체육활동과 학교교육 지원을 위하여 대전광역시교육청 산하에 설치된 소속기관이다.
2022년에 대전광역시교육청 2021 교육행정기관평가」 최우수 기관으로 선정되었다.

## 연혁
대전학생교육문화원은 1988년 충청남도학생도서관으로 개관하였다. 1995년 대전광역시학생도서관으로 개칭되었다. 2003년 대전학생교육문화원 설치조례가 공포됨에 따라 대전학생교육문화원으로 개관하였다. 2015년 산성도서관이 대전학생교육문화원의 부속시설로 편입되었고 학교도서관지원센터를 개설하여 대전광역시 학교도서관의 업무 및 독서교육을 지원하고 있다.